# La Santiago
La parada La Santiago forma parte del Corredor Sur Occidental, en Quito, Ecuador.
Opera con distintas líneas la cual tiene un intervalo de cada 1 minuto. Con éstas se conectan hacia el norte y el sur. Esta estación transporta más de 2600 pasajeros al día. Conecta a Santa Anita con el norte, el centro y el sur de Quito a través de ramales y troncales.
- Datos: Q5965203